# 聖克魯斯省 (秘魯)
聖克魯斯省（西班牙語：Provincia de Santa Cruz），是秘魯的省份，位於該國北部卡哈馬卡大區，首府是聖克魯斯德蘇查班巴，始建於1950年4月21日，面積1,417平方公里，農業是主要的經濟活動，2005年人口44,571，人口密度每平方公里31.43人。
6°35′40″S 78°50′46″W / 6.594484°S 78.846066°W